# العلاقات الصينية الكندية
تعود العلاقات الصينية الكندية بشكل رسمي إلى عام 1942 عندما أرسلت كندا سفيرًا لها إلى الصين. مُثِّلت كندا قبل ذلك بالسفير البريطاني. تسبب الانتصار الشيوعي (1949) في الحرب الأهلية الصينية في انقطاع العلاقات التي استمرت حتى عام 1970، وذلك عندما أصبح رئيس الوزراء الكندي بيير ترودو أحد أوائل القادة الغربيين الذين اعترفوا بجمهورية الصين الشعبية. تُعد كندا موطنًا للمغتربين الصينيين، الأمر الذي أثر بدوره على الأبعاد الدبلوماسية والأبعاد الأخرى. كانت جزيرة هونغ كونغ جزءًا رسميًا من الصين منذ عام 1997، وتوترت العلاقات بينهما مؤخرًا بسبب التوترات بين الحزب الشيوعي الصيني والمتظاهرين في تلك الجزيرة.
كانت الصين أكبر شريك تجاري لكندا في آسيا لعدة سنوات، بما في ذلك في عام 2017، وكانت أكبر سوق تصدير لكندا وكانت أكبر مستوردي الموارد الكندية في آسيا. دخلت كندا من ناحية أخرى في عجز تجاري كبير، فمثلًا، استوردت في عام 2016 بقيمة 44.235 مليار دولار كندي من الصين وذلك أكثر من قيمة صادراتها إلى ذلك البلد في ذلك العام.
كان لدى 27% من الكنديين وجهة نظر إيجابية بشأن الصين، وذلك في الوقت الذي تبنّى 67% منهم وجهة نظر سلبية، وذلك وفقًا لاستطلاع المواقف العالمية لربيع 2019 التابع مركز بيو للأبحاث. أظهر استطلاع الرأي الذي أجرته إذاعة بي بي سي العالمية في عام 2017 أن 37% فقط من الكنديين نظروا إلى التأثير العالمي للصين بشكل إيجابي، وعبر 51% عن وجهة نظر سلبية. وجد استطلاع أجراه أنغوس ريد في ديسمبر عام 2019 أن 70% من الكنديين يقولون إن حقوق الإنسان وسيادة القانون يجب أن تكون أكثر أهمية من الفرص التجارية مع الصين؛ وقال 22% فقط من المشاركين إن كندا يجب أن تطور علاقات تجارية أوثق مع الصين، وذلك بانخفاض عن نسبة 40% في عام 2015. أيَّد الاستطلاع استطلاع رأي مركز بيو أيضًا قائلاً إن 66% من الكنديين لديهم نظرة سلبية تجاه الصين. أشار استطلاع أجراه مركز يو بي سي للأبحاث في أكتوبر عام 2017 إلى أن حوالي 70% من الكنديين أيدوا اتفاقية التجارة الحرة مع الصين؛ وذلك على الرغم من المخاوف بشأن القوة العالمية المتنامية للصين وسجل الأخيرة في مجال حقوق الإنسان.
كان من المحتمل أيضًا تأثر التجارة بين البلدين ببعض الآثار السلبية، وذلك بعد زيادة التوتر بين البلدين في ديسمبر عام 2018 بعد الاعتقالات في كل من كندا والصين. ينظر بعض الكنديين إلى الظروف المتناقضة التي يعيشها سجناء الصين وكندا بشكل سلبي. يُسمح لمينغ، وهو مواطن صيني، بالعيش في منزل كبير مكون من ست غرف نوم والتنقل بحرية نسبيًا في مدينة فانكوفر، بينما يُحتجز المواطنون الكنديون في الحبس الانفرادي ويخضعون لأساليب صنفها بعض المحللين على أنها تعذيب. تُدين كندا استخدام الصين الأخير لعقوبة الإعدام ضد المواطنين الكنديين، وتشير لينيت أونغ، الأستاذة المساعدة في العلوم السياسية بجامعة تورونتو، إلى اعتقال المواطن مينغ كحافز لاستخدام عقوبة الإعدام مؤخرًا ضد الكنديين في الصين.

## التاريخ
كانت العلاقات الكندية الصينية قائمة منذ العام 1942 وقبلها عبر السفارة البريطانية، لكنها اهتزت في أعقاب انتصار الشيوعيين في الحرب الأهلية وباتت كندا أمام خيارين: الخيار الأميركي بالمقاطعة أو الخيار البريطاني في الإبقاء على العلاقات، فاختارت المقاربة البريطانية وعينت قائما بالإعمال. وفي الثالث والعشرين من حزيران – يونيو عام 1950، أوعزت وزارة الخارجية للقائم بالأعمال ببدء التفاوض لتبادل السفراء. لكن الحرب الكورية انطلقت بعد يومين وشاركت فيها كندا ضد الصين، ما جعل استمرار العلاقات أمرا صعبا. وجاء تصويت كندا في الأمم المتحدة لمصلحة قرار يعتبر الصين دولة معتدية، ليوتر العلاقات ويدفع بالصين إلى طرد القائم بالأعمال الكندي.
في خضم الحرب الباردة في أواخر الستينيات ومطلع السبعينيات، والمقاطعة الدولية للصين الشيوعية، قام رئيس الحكومة الكندية يومها، پيير إليوت ترودو، بزيارة رسمية إلى الصين وصفت بخطوة جريئة لإثبات استقلالية كندا عن السياسة الأميركية وحتى تحديا لها. وفتحت الزيارة حقبة جديدة أمام الصين كما يقول مراسل هيئة الإذاعة الكندية إيفن كوتي في بكين: «يومها لم تكن للصين أية نافذة على العالم من هنا كانت الحفاوة الرسمية والشعبية البالغة باستقبال ترودو وزوجته مارغاريت» ويضيف:
«دخل ترودو التاريخ لكونه أحد زعماء العالم القلائل الذين اعترفوا بالصين الشيوعية على الساحة الدولية وهي مبادرة شجعت عدة دول لمحاذاتها وأدت إلى دخول الصين منظمة الأمم المتحدة عام 1971».
بعد وصول پيير إليوت ترودو إلى سدة رئاسة الحكومة الكندية، بدأت المفاوضات من جديد لإقامة علاقات دبلوماسية توجت بافتتاح السفارة الكندية في الصين عام 1970 وزيارة پيير إليوت ترودو التاريخية للصين، وتلتها زيارة رسمية مهمة قام بها الزعيم الصيني دجاو زي يان إلى كندا وكان أول زعيم شيوعي يعطى الكلام في مجلس العموم الكندي.

## العلاقات السياسية

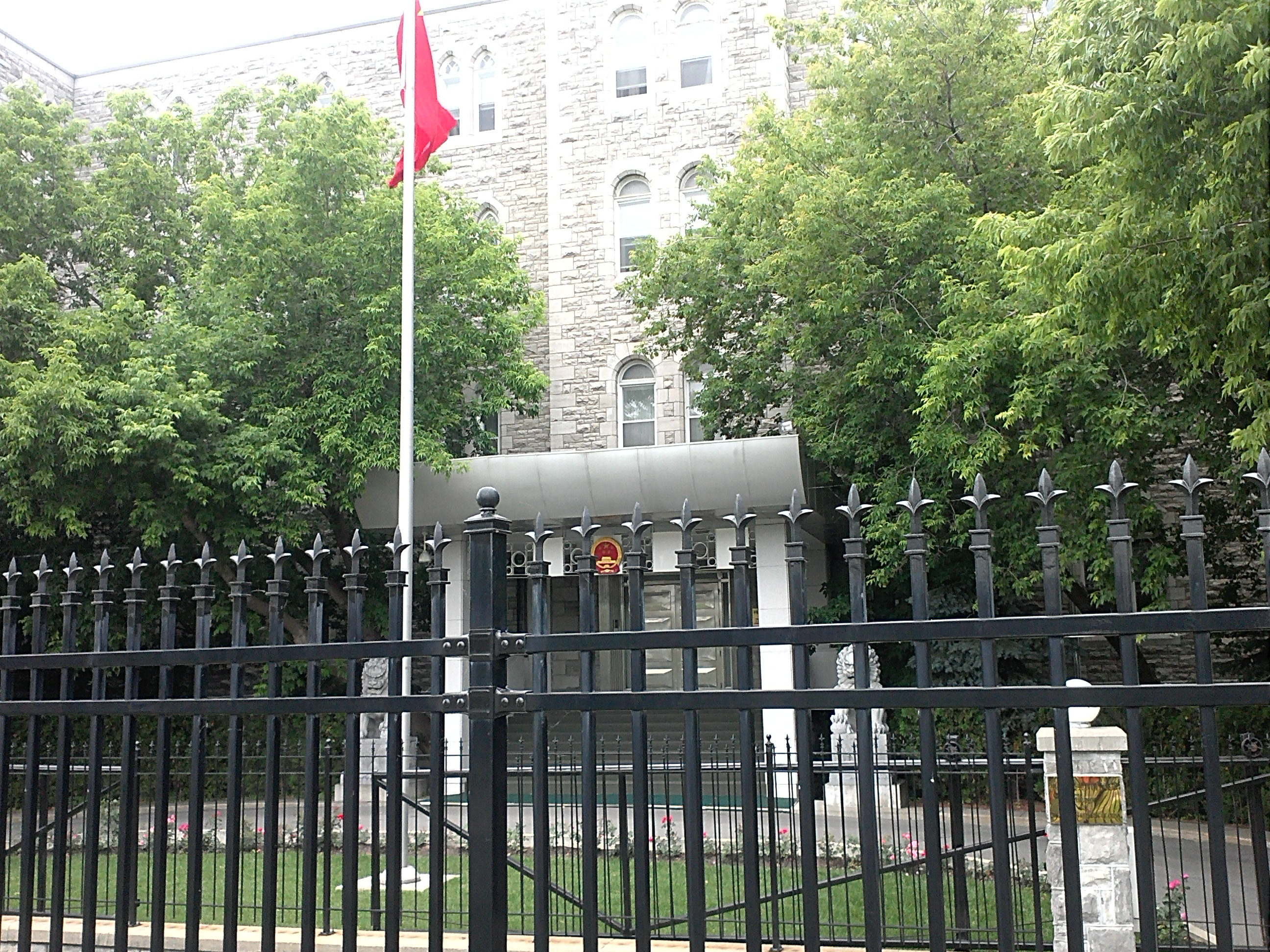
سفارة جمهورية الصين الشعبية في أوتاوا في يونيو 2012.

عبر السفير الصيني في كندا عام 2016 أن العلاقات الصينية-الكندية تتجه نحو مرحلة عظيمة نتيجة نمو التبادل التجاري والتعاون السياسي بين البلدين خصوصا في مواجهة الحمائية الأقتصادية التي تهدد الاقتصاد العالمي. وخلال العام 2015 سافر قرابة 1.3 مليون زائر بين البلدين، ووصل عدد الطلاب الصينيين الذين يدرسون في كندا والعكس إلى 150 الف طالب. كما أعلن زعيما البلدين ان عام 2018 هو عام السياحة الصيني-الكندي، وهي اتفاقية تتضمن أيضا إضافة 7 مراكز لمنح تأشيرات الدخول لكندا في الصين.

## أزمات دبلوماسية

### اعتقال منج وانزو
في أوائل كانون الثاني 2018 قامت السلطات الكندية باعتقال منج وانزو المديرة المالية وابنة مؤسس شركة “هواوي” الصينية للتكنولوجيا والاتصالات، في مطار” فانكوفر” بكندا، أثناء توجهها من هونغ كونغ إلى المكسيك، بناءً على طلب من السلطات الأمريكية، الأمر الذي أدى لأزمة في العلاقات الصينية الكندية. طالبت الصين كندا بالإفراج عنهامباشرة وهددتها “بمواجهة عواقب وخيمة إذا لم تقم بذلك”.
ا
اُعتقلت 

### أعتقال كنديين في الصين
أعلنت الحكومة الصينية أعتقال 3 كنديين في الصين بتهمة التجسس.

## الرأي العام
وجد استطلاع نشره مركز بيو للأبحاث في سبتمبر عام 2019 أن 67% من الكنديين لديهم وجهة نظر سلبية عن الصين.

## استراتيجيات الملكية الفكرية
لاحظ جيم بالسيلي، الرئيس السابق لشركة الهواتف المحمولة التي كانت سائدة سابقًا ريسيرش إن موشين، في عام 2019 أن الصين تقيد بشكل فعال «تصدير الملكية الفكرية المنتجة محليًا لأسباب اقتصادية أو أمنية وطنية» على عكس كندا.

## الهجرة
أصبحت الصين أكبر مصدر للهجرة في كندا بشكل دائم من كل عام في العقود الأخيرة، وزادت أرقام المهاجرين أكثر بعد إضافة أشخاص من هونغ كونغ. تُعتبر مجموعة الكنديين الصينيين الآن واحدة من أكبر المجموعات العرقية في كندا بعد مجموعة الأوروبيين والأمم الأولى. كانوا من المقرر أن يتخطوا الكوريين كأكبر مجموعة من الطلاب الدوليين الذين يدرسون في كندا. تُراقب أنشطة الكنديين الصينيين عن كثب من قبل عملاء الحكومة الصينية.

## وصلات خارجية
- موقع السفارة الصينية في كندا
- الموقع الحكومي الكندي في الصين